# Aloo tikki
L'aloo tikki (ˈaːllo ˈtiːki) è un comune antipasto o snack indiano. Si tratta di una sorta di polpetta di patate miste a spezie, fritta per immersione.

## Caratteristiche

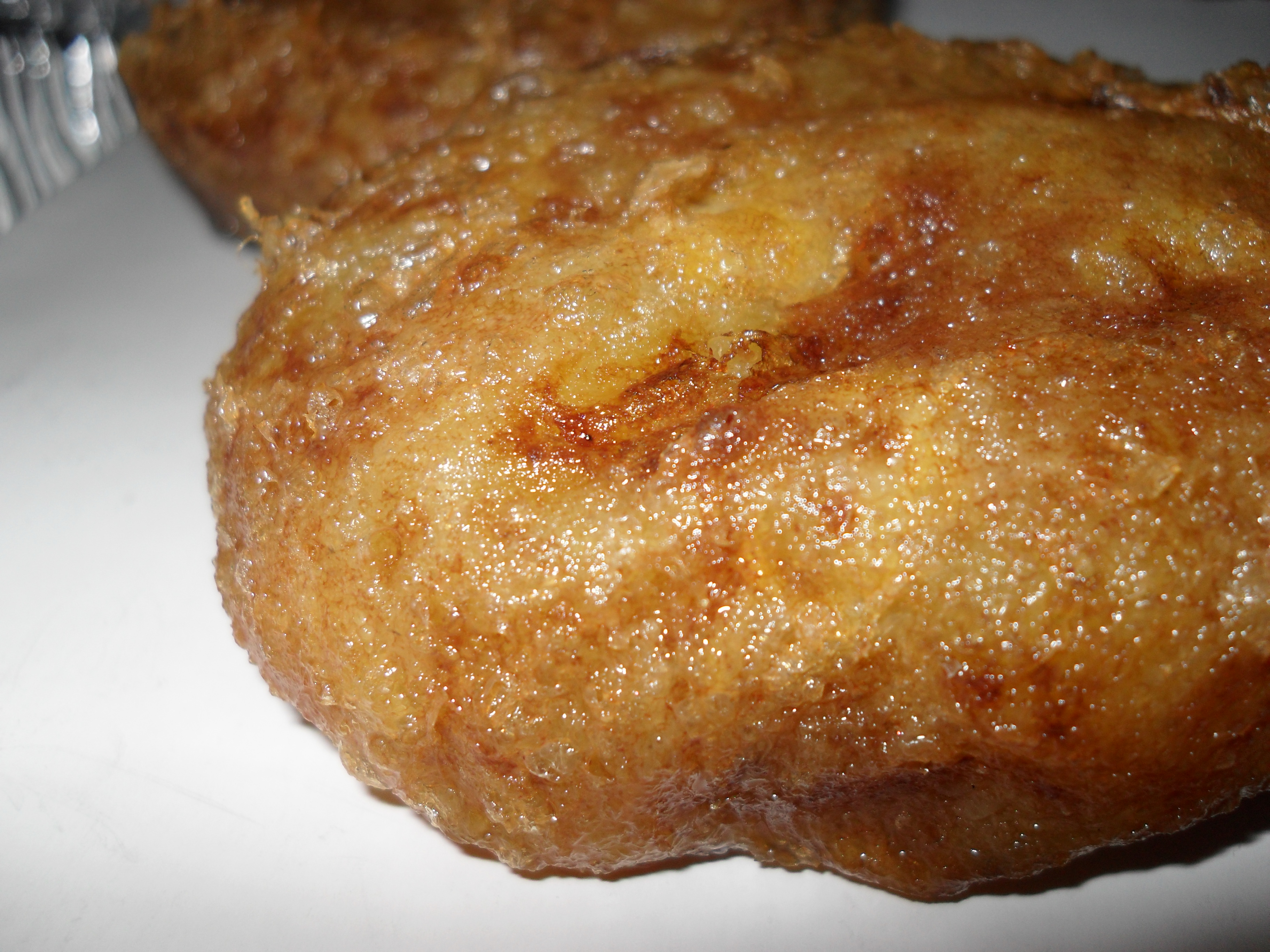
Aloo tikki cucinate in Italia

La parola indiana Allo, o Aloo, significa patata; mentre con la parola Tiki, o Tikki, si intende generalmente una piccola cotoletta o una crocchetta di dimensioni che possono variare tra i 6 e i 15 centimetri.
A volte è preparata con un ripieno a base di piselli o lenticchie. Viene servito solitamente assieme a salsa chutney di tamarindo (saunth chutney) o di coriandolo e menta (hari chutney), a volte anche con uno yogurt locale chiamato dahi o con dei ceci. A Bombay è nota con il nome della variante locale Ragda pattice, e viene venduta da ambulanti, soprattutto sulla spiaggia di Chowpatti.
I McDonald's indiani includono nel loro menù il McAloo tikki burger, ovvero un classico panino farcito con aloo tikki, anche se questa versione si distacca molto dal tradizionale piatto.